# Élections du gouverneur de Tokyo en 2012

Blason de Tokyo

Les élections gouverneuriales de Tokyo ont permis d'élire le gouverneur de Tokyo. Le scrutin s'est déroulé le 16 décembre 2012.

## Les candidats
- Mac Akasaka: Thérapeute, fondateur du Parti du sourire.
- Masaichi Igarashi: - Membre d'un conseil de direction d'une bourse aux valeurs internationale.
- Naoki Inose - Journaliste, historien. Vice-gouverneur de Tokyo. Il est soutenu par le PLD, le Nouveau Komeito et l'Association pour la restauration du Japon.
- Shigefumi Matsuzawa: Gouverneur de la préfecture de Kanagawa
- Yoshiro Nakamatsu: Inventeur
- Takashi Sasagawa: Administrateur du Parti libéral-démocrate, député, ex-ministre des sciences et de la technologie.
- Tokuma Suginomori: Musicien, directeur de la section jeunesse du Happiness Realization Party (branche politique du mouvement spirituel Happy Science).
- Kenji Utsunomiya: Avocat, directeur de la Japan Federation of Bar Associations (fédération japonaise des associations du barreau) (2010 à 2012), il est soutenu par le PSD, les Verts, le Nouveau Parti Socialiste (Shin Shakai-tō), le Tōkyō Seikatsusha Nettowaaku et le Parti communiste japonais.
- Shigenobu Yoshida: Ambassadeur du Japon au Népal.

## Résultat du vote
| Parti politique        | Candidat            | Votes     | %     | Image |
| ---------------------- | ------------------- | --------- | ----- | ----- |
| Sans étiquette         | Naoki Inose         | 4 338 936 | 65,27 |       |
| Sans étiquette         | Kenji Utsunomiya    | 968 960   | 14,58 |       |
| Sans étiquette         | Shigefumi Matsuzawa | 621 278   | 9,35  |       |
| Sans étiquette         | Takashi Sasagawa    | 179 180   | 2,7   |       |
| Sans étiquette         | Yoshiro Nakamatsu   | 129 406   | 1,95  |       |
| Sans étiquette         | Shinegobu Yoshida   | 81 885    | 1,23  |       |
| Réalisation de la joie | Tokuma Suginomori   | 47 829    | 0,72  |       |
| Parti du sourire       | Mac Akasaka         | 38 855    | 0,58  |       |
| Sans étiquette         | Masaichi Igarashi   | 36 114    | 0,54  |       |
|                        |                     |           |       |       |